# Winterbourne (Gloucestershire)
Winterbourne is een civil parish in het bestuurlijke gebied South Gloucestershire, in het Engelse graafschap Gloucestershire. De plaats telt 8965 inwoners.